# 96
Évszázadok: i. e. 1. század – 1. század – 2. század
Évtizedek: 40-es évek – 50-es évek – 60-as évek – 70-es évek – 80-as évek – 90-es évek – 100-as évek – 110-es évek – 120-as évek – 130-as évek – 140-es évek
Évek: 91 – 92 – 93 – 94 –  95 – 96 – 97 – 98 – 99 – 100 – 101

## Események

### Római Birodalom
- Caius Manlius Valenst (helyettese májustól Quintus Fabius Postuminus, szeptembertől Tiberius Catius Caesius Fronto) és Caius Antistius Vetust (helyettese Titus Prifernius Paetus és Marcus Calpurnius) választják consulnak.
- Egyre inkább eluralkodó paranoiája és önkényeskedései miatt szenátorok, a császár szolgái és felesége összeesküvést szőnek Domitianus császár meggyilkolására. Feleségének egyik szabadosa magánkihallgatást kér tőle azzal, hogy egy összeesküvést akar leleplezni, majd a jelentését olvasó császárt tőrével megszúrja. Társai is rárontanak és az életéért vadul küzdő Domitianust hét tőrdöféssel megölik. Ezzel a Flavius-dinasztia kihal.
- A szenátus még aznap, szeptember 18-án Marcus Cocceius Nervát, egy idős, gyermektelen, beteges szenátort választ új császárnak, aki visszavonja a szenátus jogkörét csorbító korábbi intézkedéseket és visszahívja azokat, akiket Domitianus száműzött.
- Domitianus halálhírére a felső-moesiai Viminaciumban fellázadnak a katonák. A lázongást Nerva barátja, a Domitianus által száműzött Dión Khrüszosztomosz csillapítja le.
- Marcus Ulpius Traianust nevezik ki Germania Superior provincia élére.
- Észak-Afrikában megalapítják Ciucul városát.

## Halálozások
- szeptember 18. – Domitianus római császár
- Marcus Fabius Quintilianus, római szónok
- Publius Papinius Statius, római költő

## Fordítás
- Ez a szócikk részben vagy egészben  a(z)   96 című francia Wikipédia-szócikk ezen változatának fordításán alapul.  Az eredeti cikk szerkesztőit annak laptörténete sorolja fel. Ez a jelzés csupán a megfogalmazás eredetét és a szerzői jogokat jelzi, nem szolgál a cikkben szereplő információk forrásmegjelöléseként.